# Dorobaea callacallensis
Dorobaea callacallensis là một loài thực vật có hoa trong họ Cúc. Loài này được (Cuatrec.) B.Nord. & Pruski mô tả khoa học đầu tiên năm 1995.